# Sebastiano Nicotra
Sebastiano Nicotra (ur. 31 sierpnia 1855 w Sant’Alfio, zm. 21 maja 1929 tamże) – włoski duchowny rzymskokatolicki, arcybiskup tytularny, dyplomata papieski.

## Biografia
21 grudnia 1878 otrzymał święcenia prezbiteriatu i został kapłanem diecezji Acireale.
16 grudnia 1916 papież Benedykt XV mianował go internuncjuszem apostolskim w Chile oraz 18 grudnia 1916 arcybiskupem tytularnym heracleńskim. 31 grudnia 1916, jeszcze przed objęciem przez niego urzędu, Internuncjatura Apostolska w Chile została podniesiona do rangi nuncjatury apostolskiej. Tym samym ks. Nicotra został nuncjuszem apostolskim w Chile. 6 stycznia 1917 przyjął sakrę biskupią z rąk Benedykta XV. Współkonsekratorami byli jałmużnik papieski abp Giovanni Battista Nasalli Rocca di Corneliano oraz zakrystian papieski bp Agostino Zampini OESA.
1 października 1918 został nuncjuszem apostolskim w Belgii. Od 30 listopada 1918 akredytowany był również w Holandii (do 3 maja 1921) oraz w Luksemburgu. Ponadto od 1919 do 30 lipca 1920 był administratorem apostolskim Eupen–Malmedy–Sankt Vith. Ta powstała w 1919 administratura apostolska obejmowała tereny, które w wyniku traktatu wersalskiego przypadły Belgii kosztem Niemiec.
30 maja 1923 papież Pius XI mianował go nuncjuszem apostolskim w Portugalii. Za czasów pełnienia przez niego tego urzędu miały miejsce badania nad autentycznością objawień fatimskich (ostatecznie Kościół uznał je za prawdziwe już po śmierci abpa Nicotry).
Nuncjuszem apostolskim w Portugalii był do 16 marca 1928.